# Тюп-Джанкой (півострів)
Тюп-Джанкой (крим. Tüp Canköy, рос. Тюп-Джанкой) — півострів в Україні, у Джанкойському районі, на північному сході Автономної Республіки Крим.

## Географія
Півострів низький, розташований на північний схід від Джанкоя та виступає до затоки Сиваш. Витягнутий з півдня на північ, має порізані контури. Віддалений від півострова Тюп-Тархан Рогачинською (Джанкойською) затокою, яка має ширину 2-4 км та завдовжки близько 20 км Максимальна висота становить 18,6 м, вздовж берега виділяються абразійні кліфи висотою до 8 м та стабільні берега із вітровими присухами.

## Населені пункти
На півострові Тюп-Джанкой розташовуються населені пункти: Єрмакове (до 1945 року — Тотай), Медведівка (Авуз-Кирк), Тургенєве (Кирк-Бель) та Передмістне (Тюп-Джанкой). Раніше зникли села Запрудне (Джандевлет), Обривне (Новий Букеш), Бережне (Камкали) та Михайлівка.